# Notation musicale
 (mars 2025).
Si vous disposez d'ouvrages ou d'articles de référence ou si vous connaissez des sites web de qualité traitant du thème abordé ici, merci de compléter l'article en donnant les références utiles à sa vérifiabilité et en les liant à la section « Notes et références ».
 (mars 2025).
Pour les articles homonymes, voir notation.
La notation musicale est la transcription sur un support d'une œuvre musicale afin de la conserver, de la diffuser et de l'interpréter ultérieurement.
D'une manière générale, quelles que soient les époques et les civilisations, on peut définir l'écriture musicale comme étant un procédé de notation qui met en relation un système et un code. Le code d'un système musical décrit celui-ci en lui associant un certain nombre de symboles plus ou moins contraignants pouvant définir la durée, la hauteur ou les nuances d'un son.
Pour nommer les notes de musique, la musique occidentale utilise deux systèmes différents, selon le pays :
- le premier système, inspiré de l'Antiquité, utilise les premières lettres de l'alphabet. Il est en vigueur, dans deux variantes simplifiées (ne différant que par la désignation du si), dans les pays anglophones et germanophones ;
- le second système utilise les syllabes d'un chant latin. Il a été élaboré pendant la deuxième moitié du Moyen Âge et il est en usage en France, en Italie, etc.

## Histoire

### Proche-Orient ancien

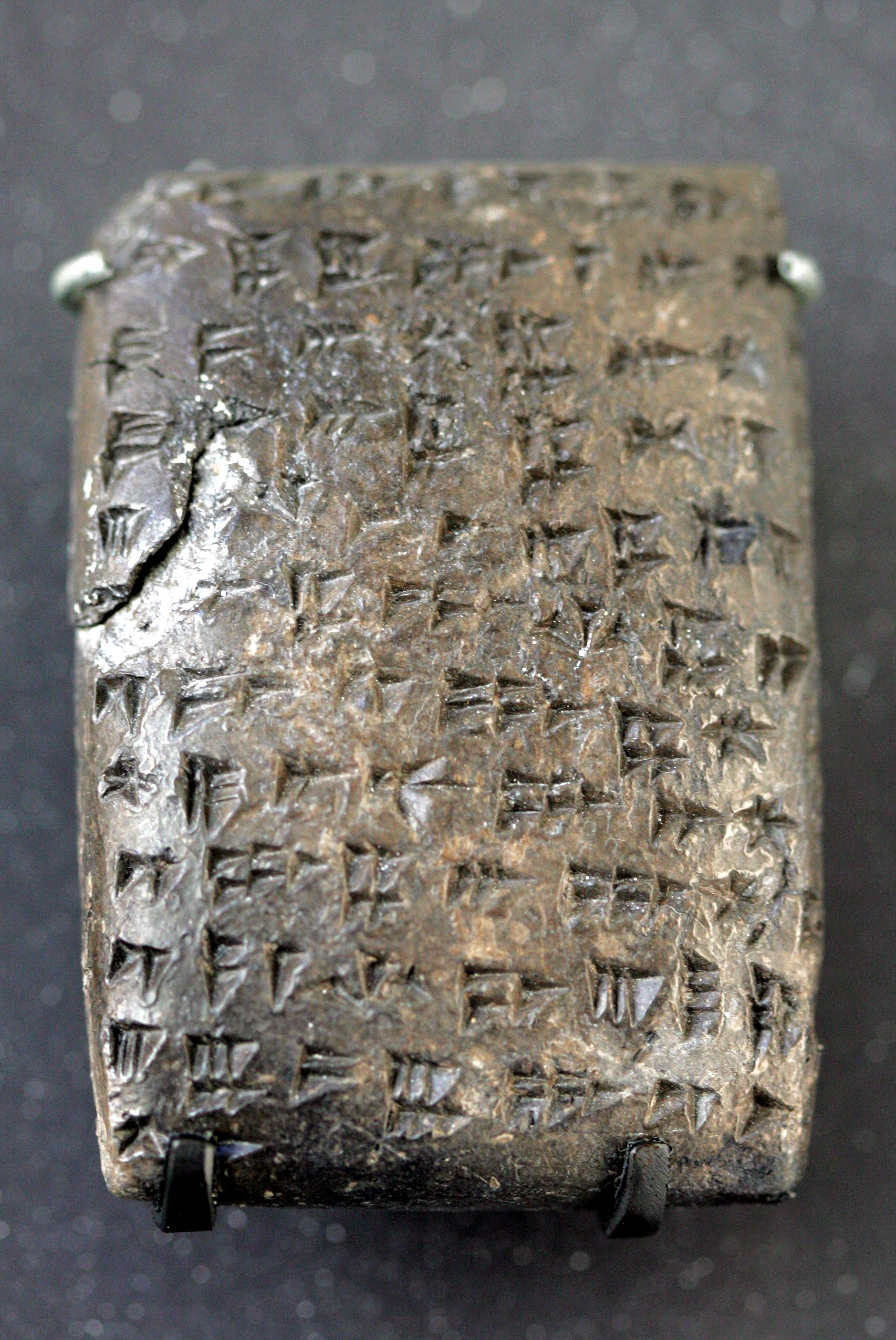
Tablette d'un chant hourrite, (Musée du Louvre)

La première forme de notation musicale a été réalisée sur une tablette cunéiforme, à Nippour, en Babylonie (Irak actuel), vers 1400 av. J.-C. Trente-six chants hourrites sur des tablettes d'argile contiennent des fragments d'instructions permettant de comprendre qu'elle a été composée en intervalles musicaux et écrite à l'aide d'une gamme diatonique.
Une autre tablette, datée environ de 1250 av. J.-C., montre une forme de notation plus développée. Bien que l'interprétation de ce système ne soit pas encore finalisée, il est clair qu'elle indique les noms des cordes sur une lyre, dont l'accord est décrit dans d'autres tablettes. Bien qu'elles soient incomplètes, ces tablettes représentent les premières mélodies notées découvertes dans le monde.
Dans les textes grecs (traités de musicographes et témoignages d'époque hellénistique ou romaine) les premières traces de partitions sont datées précisément de 408 et de 405 av. J.-C. (celles de l'Oreste et de l'Iphigénie à Aulis d'Euripide) et transmises sur des papyrus grecs datant de 360/350 av. J.-C. On a également découvert l'existence d’une écriture musicale ancienne du IIIe siècle av. J.-C. qui fait des Grecs les premiers Européens à avoir utilisé un tel système.
Des formes de notations musicales étaient également connues en Asie au IVe siècle av. J.-C.[réf. nécessaire], elles servaient à indiquer des thèmes et des modes, mais n'étaient pas utilisées comme base d'exécution.
En Inde, une notation syllabique analogue au solfège, les svara, toujours en usage aujourd'hui, existait déjà au Ve siècle av. J.-C..
Au VIe siècle, Boèce utilisait les lettres de l'alphabet pour désigner les notes dont il parlait, mais commençant toujours à la lettre A, quelle que soit la note : on ne peut pas vraiment parler d'une notation, puisqu'il n'y a aucun lien stable entre les lettres et les notes.

### Moyen-Âge et renaissance

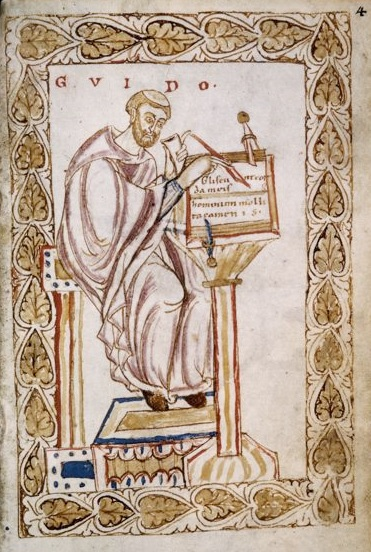
C'est à Guido d'Arezzo (992-1050) que nous devons le système occidental de dénomination des notes de musique.

À l'époque médiévale, l'écrit connait une lente diffusion au sein de toutes les activités pour soutenir la mémoire orale défaillante. Si l'église maintient longuement sa prééminence sur l'écrit, la complexité des relations sociales et des opérations commerciales augmentant entre les XIe et XIIe siècles impose peu à peu à la société laïque de recourir à l'écriture et dès le siècle suivant celle-ci est bien intégrée dans la gestion des affaires ou la transmission du savoir.
Le code du système musical occidental s'est développé au Moyen Âge et est appelé solfège. Le support qu'il utilise, la partition de musique, décrit le système en lui associant des symboles caractérisant la durée et la hauteur d'un son. Les autres composantes musicales, notamment les nuances — un son doux, un son moyen, un son fort, … —, tout aussi importantes du point de vue de l'interprétation musicale, mais qui ne se mesurent pas avec autant de précision que la hauteur ou la durée, ne peuvent se transcrire sur la partition que par des symboles « ouverts », dont l'appréciation reste confiée à l'interprète.
La notation musicale opère une discrimination au sein des musiciens, entre d'une part le compositeur, d'autre part l'interprète.
Pour l’interprétation musicale, la notation possède à la fois cet atout considérable de transmettre la création de l’auteur lui-même — encore que l’acuité des différences de transcription à travers l’édition prouve, s’il était nécessaire, que cette transmission est toujours relative —, et un penchant fixiste qui défend à l’œuvre d’évoluer, sous peine de trahir la pensée de son auteur. L'écriture de la musique représente une forme — pour ne pas dire la forme — d’abstraction par excellence.
Au départ, les neumes sont constitués d'un ensemble de points ou d'accents, disposés au-dessus du texte à chanter, et destinés à jouer le rôle d'aide-mémoire, afin de permettre aux chanteurs de retrouver les inflexions de la mélodie apprise de manière orale, les vocalises des pièces en plain-chant étant de plus en plus longues.
La notation évoluera progressivement à partir du XIe siècle, pour poser les neumes sur 4 lignes de portée. Toutefois, on n'y trouve pas de barre de mesure, ni la large gamme moderne de figures de notes représentant les durées des notes. Le tout premier système de notation basé sur les notes de la gamme moderne Do-Ré-Mi, etc., élaboré par Guido d'Arezzo, ne représentait que quatre lignes, qui suffisent pour l'ambitus des pièces musicales du chant grégorien.
Au XIe siècle, le moine Guido d'Arezzo a l'idée, pour nommer les notes de la gamme, d'utiliser des syllabes d'une hymne de la liturgie des vêpres de la fête de la Naissance de saint Jean-Baptiste : Ut queant laxis. Cette hymne est écrite en strophes de forme saphique : les trois premiers vers, composés de deux hémistiches (de cinq et six pieds, respectivement), sont complétés par un quatrième vers, plus court, de cinq pieds. Guido d'Arezzo a utilisé la première syllabe de chacun des six premiers hémistiches de l'hymne (ut re mi fa sol la) pour son système de solmisation. Ce système ne fait pas correspondre exactement un nom à une note, mais donne une position dans l'hexacorde.
Dans les pays de langue romane (français, italien, espagnol, portugais), cette appellation s'est imposée face à la notation alphabétique, utilisée dans les pays germaniques ou anglophones. Voici la première strophe de l'hymne en question :
Hymne des premières et secondes vêpres de la fête de la naissance de saint Jean-Baptiste (24 juin)
texte latin du poète Paul Diacre (en latin : Paulus Diaconus, Paulus Cassinensis ou Barnefridus ; en italien : Paolo Diacono ou Varnefrido ; en français, cité aussi sous Paul Warnefred ou Warnefried), né à Cividale del Friuli vers 720 et mort au Mont-Cassin vers 799, moine bénédictin, historien et poète du VIIIe siècle, d'origine lombarde et d'expression latine.
Ut queant laxis
resonare fibris
Mira gestorum
famuli tuorum,
Solve polluti
labii reatum,
Sancte Iohannes.
L'utilisation de rimes internes (« laxis » « fibris », « gestorum » « tuorum ») complique légèrement le sens du texte, comme c'est fréquemment le cas dans les hymnes liturgiques latines. En guise d'introduction aux strophes subséquentes, qui décrivent le récit évangélique entourant la naissance de Jean, la première strophe sert d'invitation aux chantres : « Afin que tes fidèles puissent chanter les merveilles de tes gestes d'une voix détendue, nettoie la faute de leur lèvre souillée, ô Saint Jean. »
L'origine de la musique associée à ce poème est moins claire ; il en existe d'ailleurs plusieurs versions, suivant des traditions liturgiques diverses. Il est possible que la variante romaine soit une création de Guido d'Arezzo lui-même, ou le réemploi d'une mélodie existante. Les six premiers vers commencent par des sons qui forment un hexacorde ascendant, sur les syllabes ut, ré, mi, fa, sol et la.
| En notation neumatique. | En notation moderne. |
| ----------------------- | -------------------- |
|                         |                      |

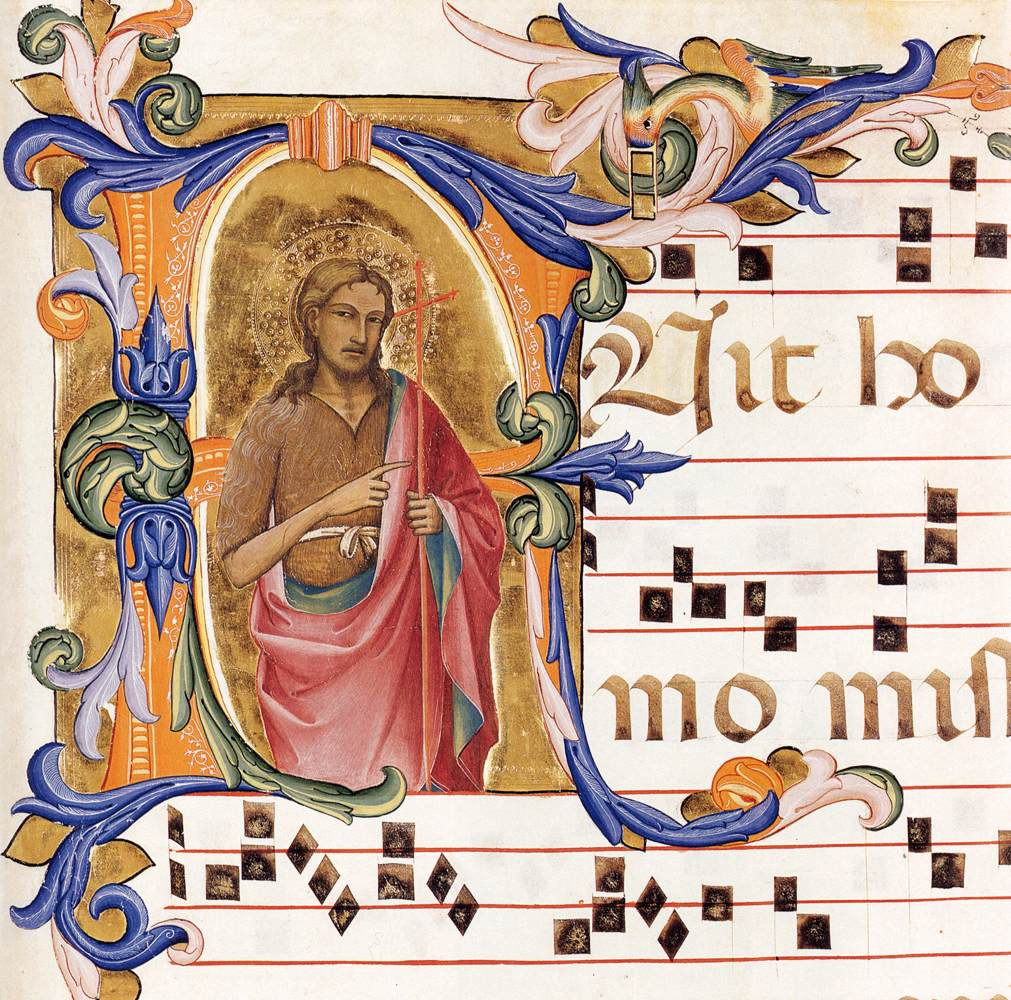
Saint Jean-Baptiste dans un antiphonaire (vers 1395).

L'imprimeur italien du XVIe siècle Valerio Dorico (vers 1500 – 1565) a imprimé les premières partitions de musique sacrée de Giovanni Pierluigi da Palestrina et Giovanni Animuccia, et a été un précurseur dans l'utilisation du processus d'impression, développé en Angleterre et en France à l'époque.
La note si, dont le nom est composé avec les deux initiales du dernier vers de l'hymne, Sancte Iohannes, a été ajoutée à la fin du XVIe siècle. Cet ajout a été attribué à divers auteurs, notamment à Anselme de Flandres.
L’ut a été transformé plus tard en do, plus facile à énoncer en solfiant. On trouve des traces de ce changement dans les écrits de Giovanni Maria Bononcini, au XVIIe siècle.
Le do est la seule note de musique à avoir changé de nom. Le nom ut est cependant conservé dans les termes techniques ou théoriques. Ainsi, on parle par exemple de trompette en ut, de clé d’ut, de contre-ut pour le chant ou de concerto en ut mineur.

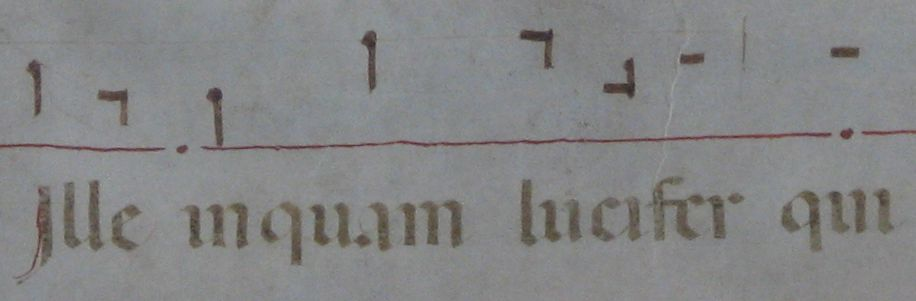
Notation musicale religieuse, Italie, XIe siècle.
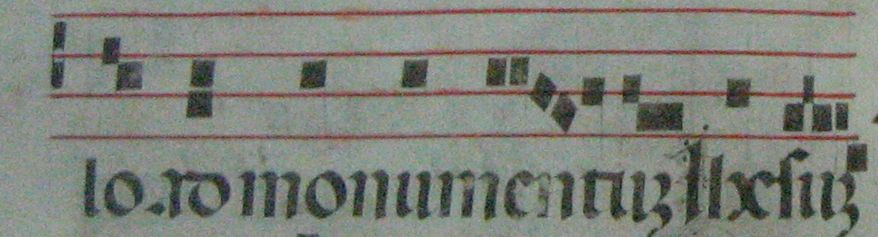
Notation musicale religieuse, Italie, XIVe siècle.
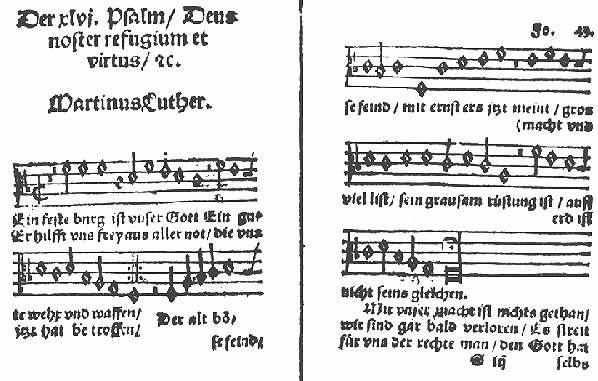
Extrait de Ein' feste Burg ist unser Gott, de Martin Luther.

### Notation anglaise et germanique

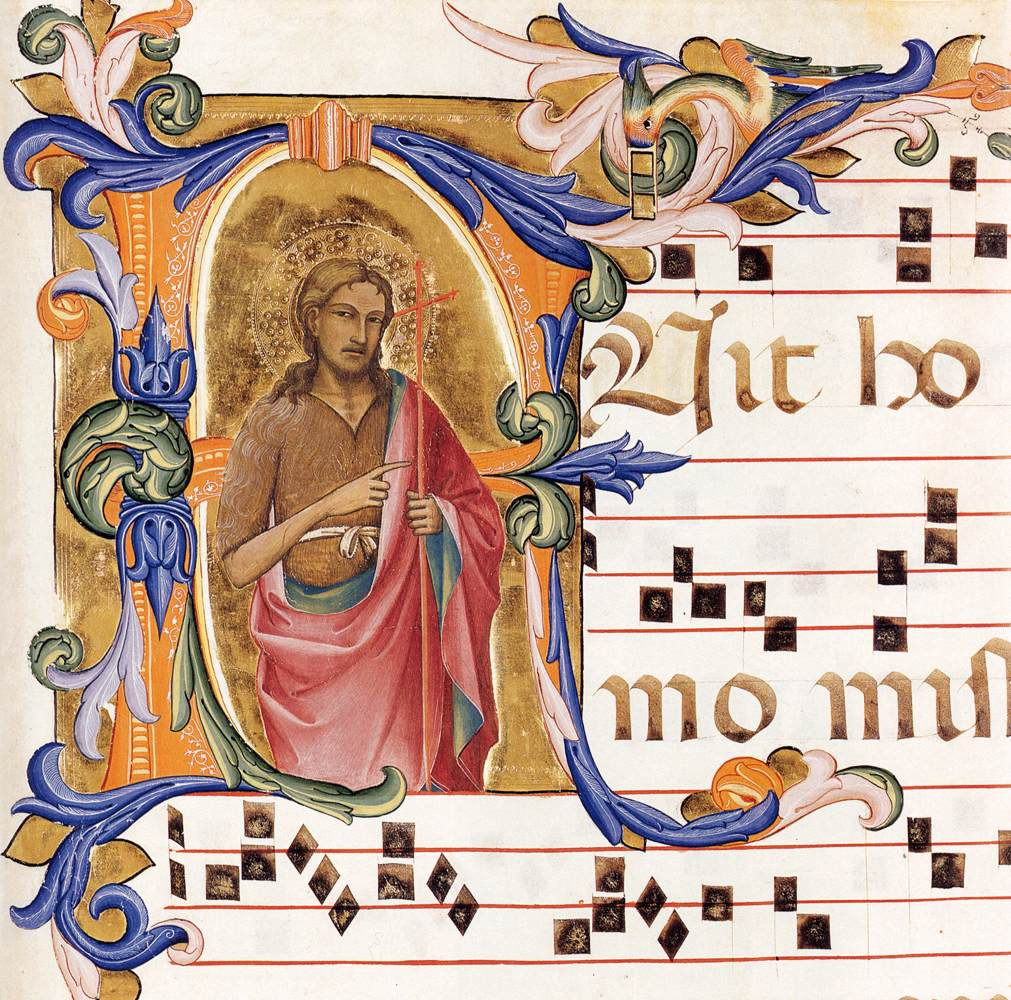
Saint Jean-Baptiste dans un antiphonaire (vers 1395).

C'est le Dialogus de musica du début du XIe siècle, incorrectement attribué à Odon de Cluny, qui fixe à sept le nombre de lettres utilisées, de A à G, pour dénoter l'octave de La à Sol. La forme des lettres est variée (A à G) selon les octaves, comme suit (la description du traité ne monte pas au-delà de aa) :
- lettres capitales pour la première octave : A, B… G ;
- lettres minuscules pour la deuxième octave : a, b… g ;
- lettres minuscules redoublées pour la troisième octave : aa.

On ajouta la lettre grecque gamma « Γ » pour étendre la notation et désigner la note sous le A, de laquelle provient le terme de « gamme ».
- La série constituée des lettres de l'alphabet A (la), B (si), C (do ou ut), D (ré), E (mi), F (fa) et G (sol), dite, « notation batave »[9], héritée de la Grèce antique, a été conservée par les pays dits « protestants » ou « réformés »[réf. nécessaire] (Royaume-Uni, Allemagne, etc.).
  - En Angleterre, B = toujours si (B minor = Si mineur ou B♭major = Si♭majeur).
  - En Allemagne, B = si♭ et H = si♮ (b-moll = Si♭ mineur ou H-Dur = Si majeur).
    - C'est en raison de cette coutume allemande que Jean-Sébastien Bach utilisait comme « signature » les quatre notes si♭-la-do-si♮ soit B-A-C-H disposées « en croix » c'est-à-dire les deux si ouvrant et fermant la signature à une hauteur de son intermédiaire entre le la et le do (voir aussi sur ce sujet la section « Origine des noms  » de l'article : Désignation des notes de musique suivant la langue).

Parmi les systèmes musicaux non occidentaux, certains ont adopté les nomenclatures ci-dessus, d'autres ont conservé des appellations spécifiques. Par exemple, la musique indienne utilise les svara. Les noms des sept svara sont : स (Sa), रे (Ré), ग (Ga), म (Ma), प (Pa), ध (Dha), नि (Ni).

### Notation musicale asiatique

#### Chinoise

##### Musique ancienne
La musique ancienne était décrite selon des principes du dao, avec des notes yin et des notes yang.

##### Gongchepu

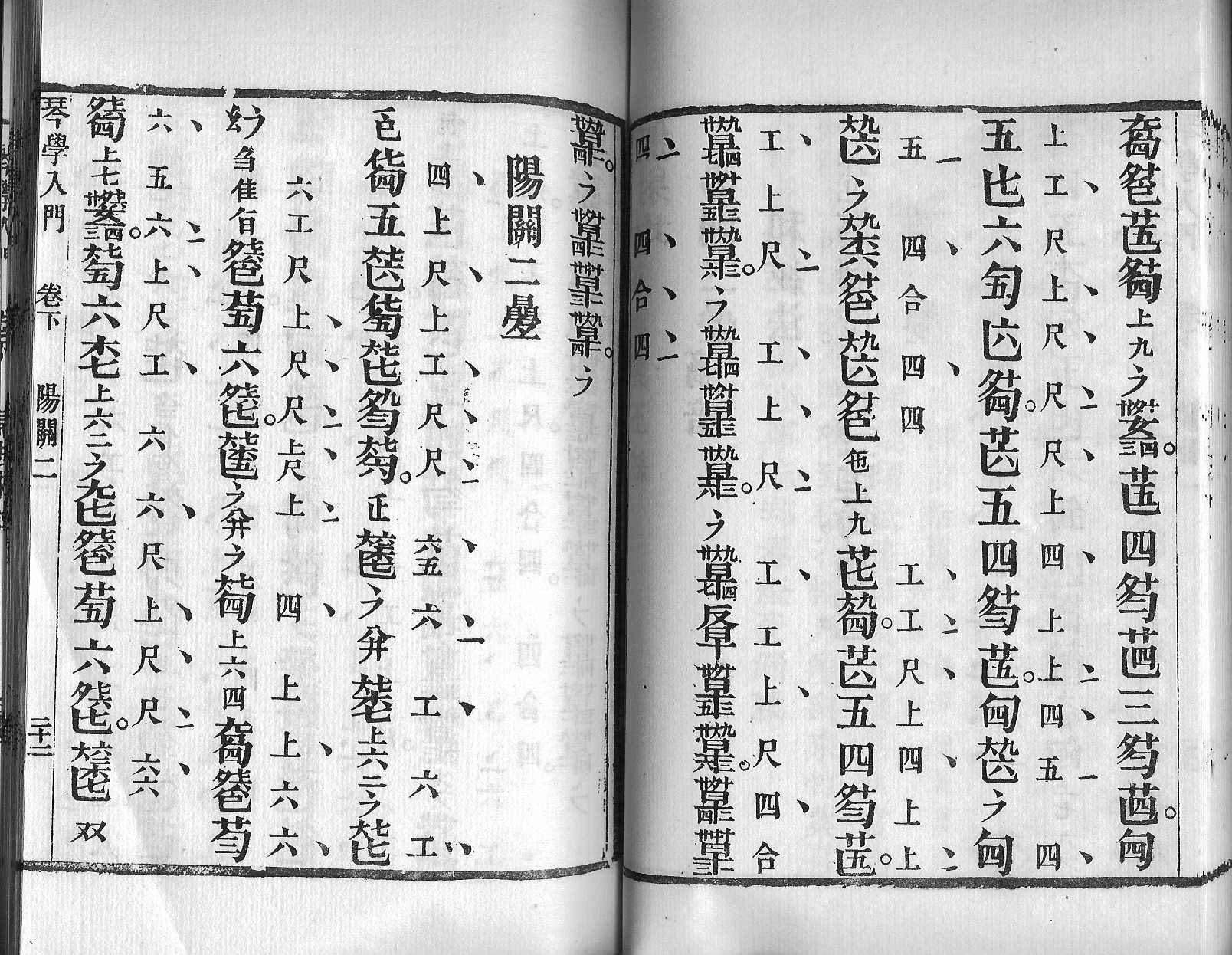
Partition abrégée pour guqin.

Le gongchepu est un système de notation musicale à l'aide de caractères chinois, utilisé en Chine, Corée et Japon. Il en existe différentes variantes.
Le guqinpu (古琴谱/古琴譜) spécifique aux guqin, qui a été d'abord textuel ou wenzipu (文字谱/文字譜), puis abrégé, jianzipu (zh) (减字谱 / 減字譜).

##### Jianpu

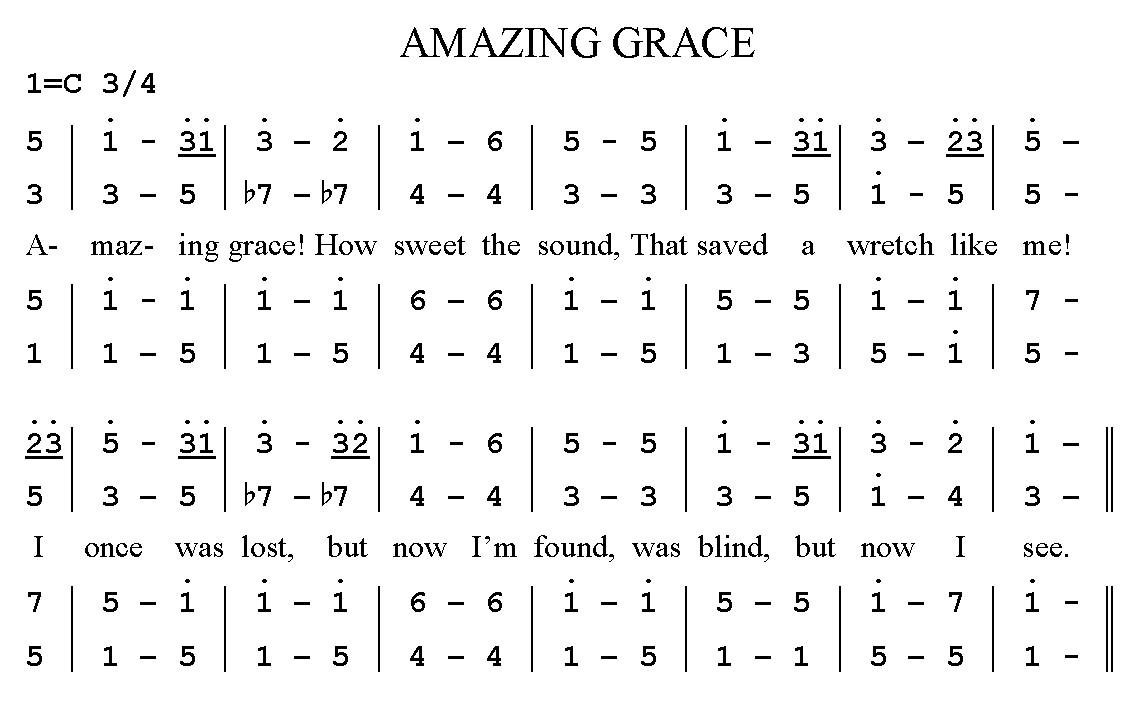
Parition de jianpu

#### Japonaise
Elle reprend la notation chinoise.

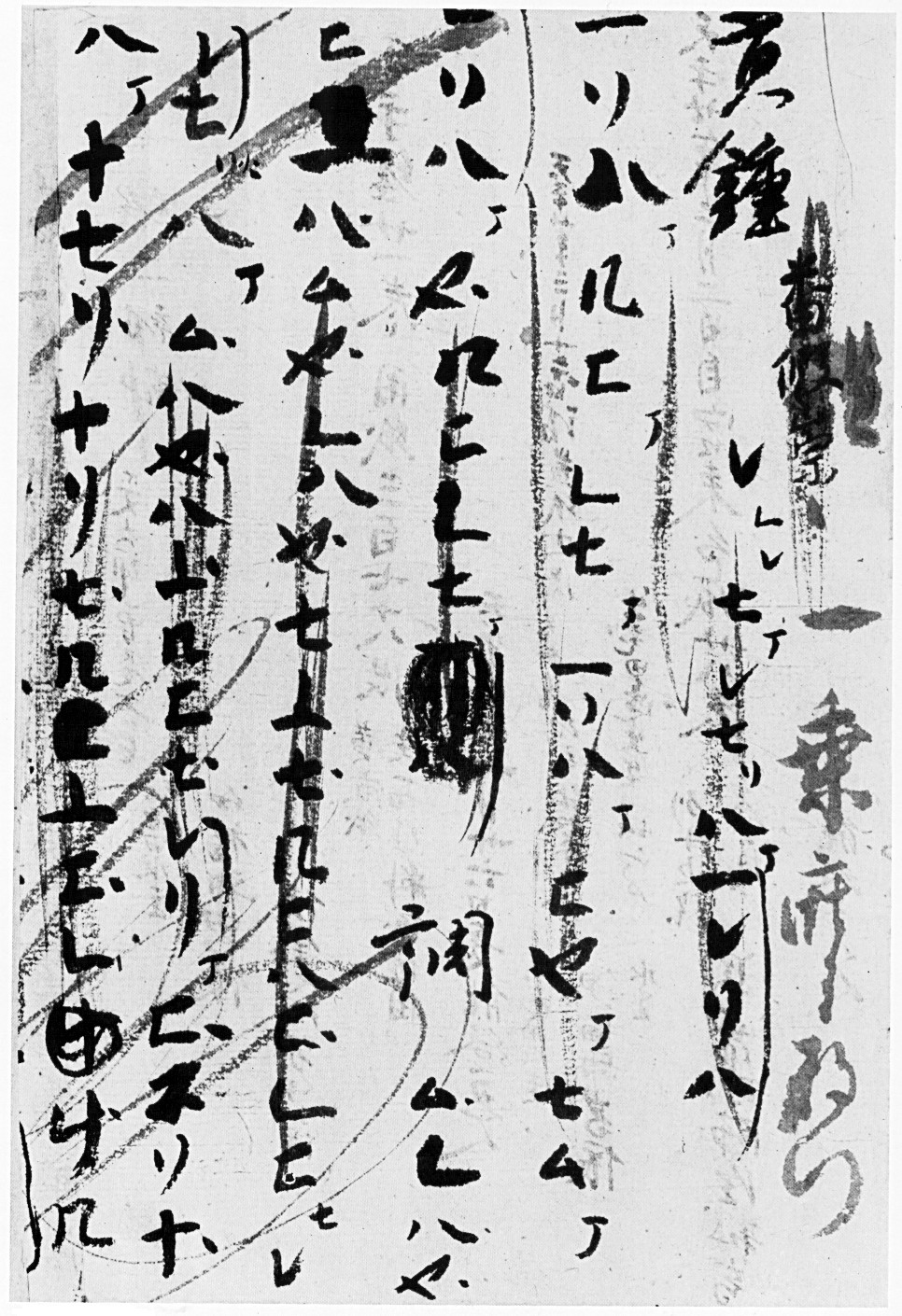
Tempyō Biwa Fu 天平琵琶譜 (circa 738 AD), partition de la « Bankasō 番假崇 », musique pour Biwa. (Shōsō-in, Nara, Japon)
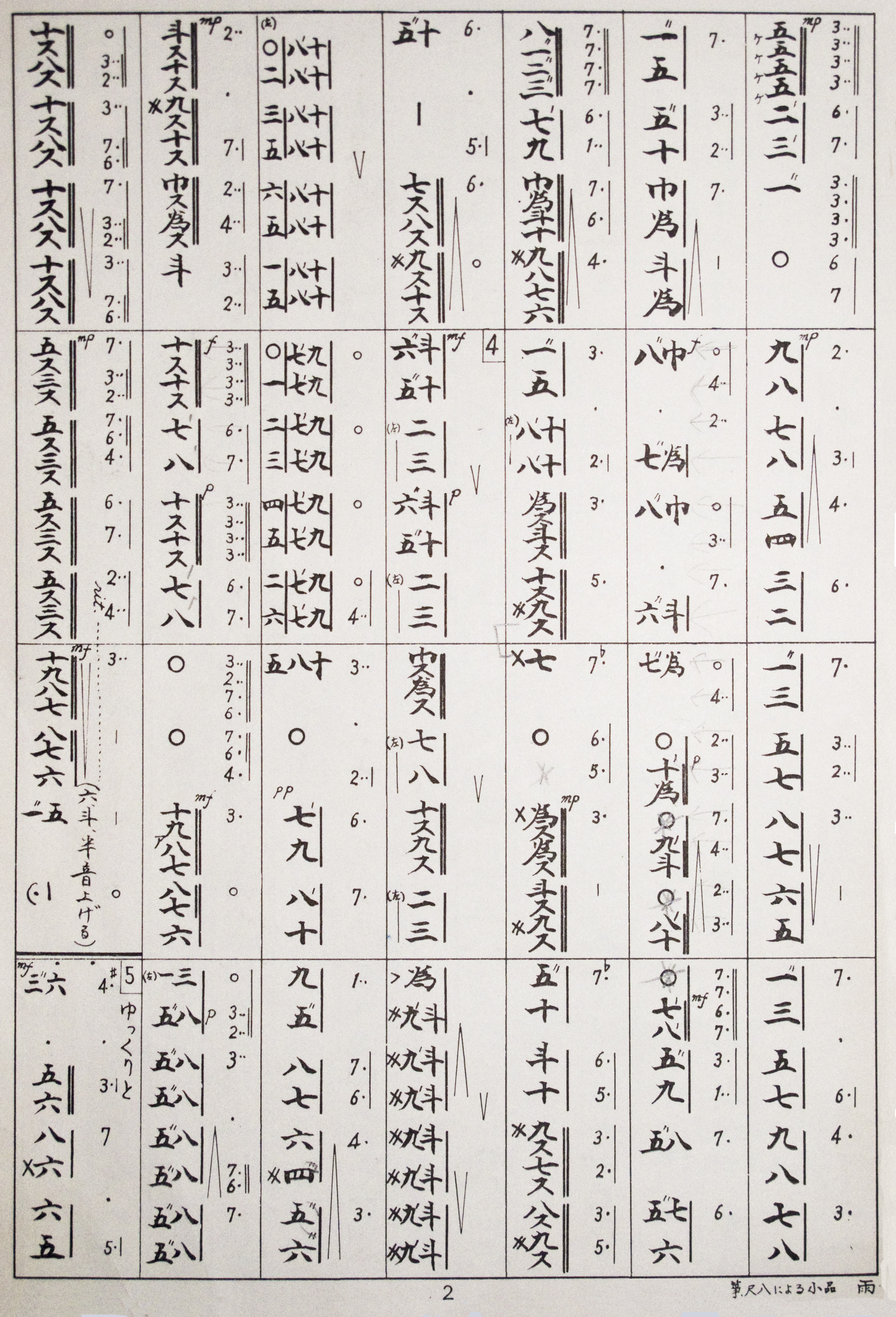
Notation musicale de Koto
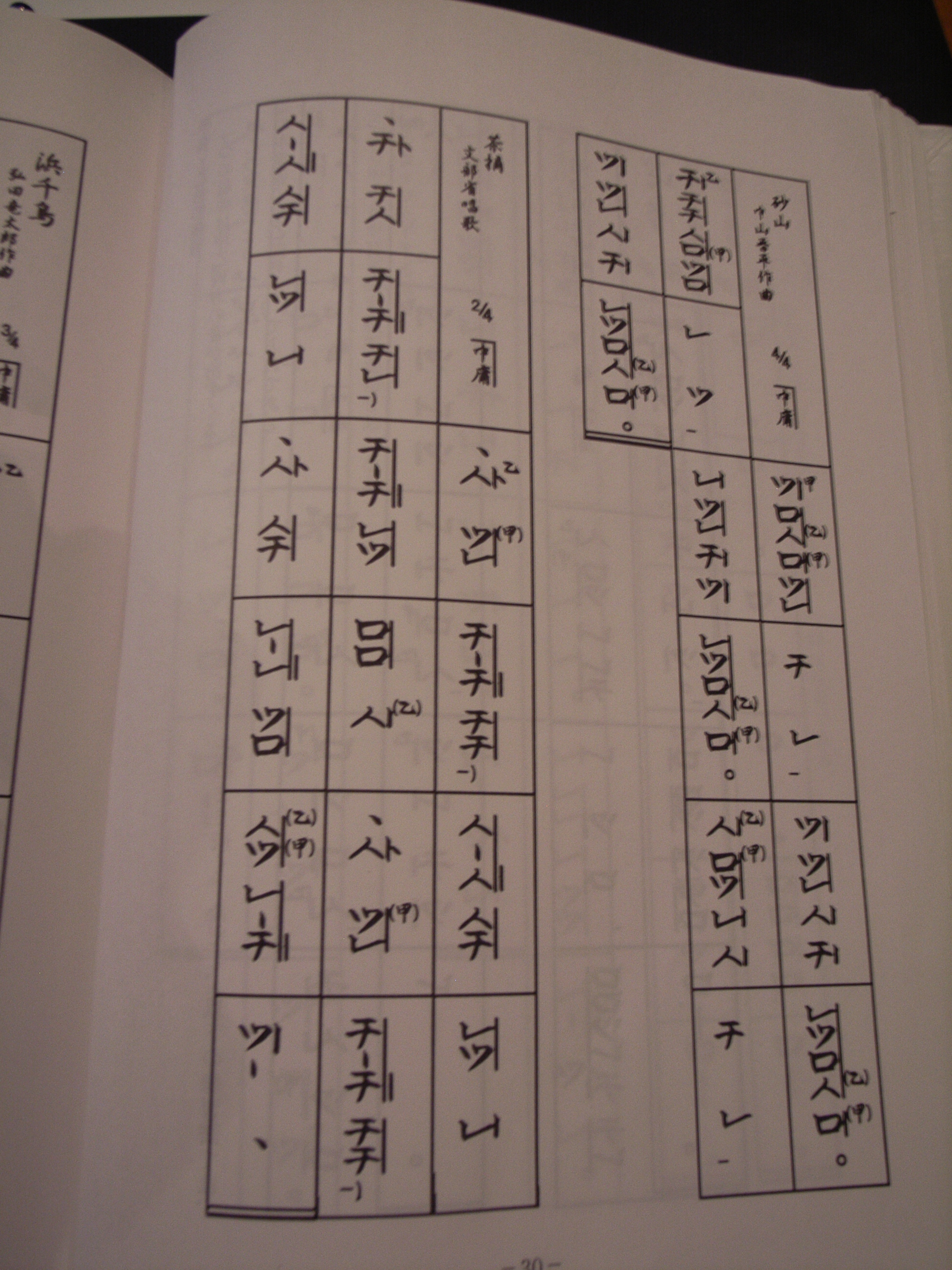
Notation musicale de Shakuhachi

## Notation contemporaine

### La portée

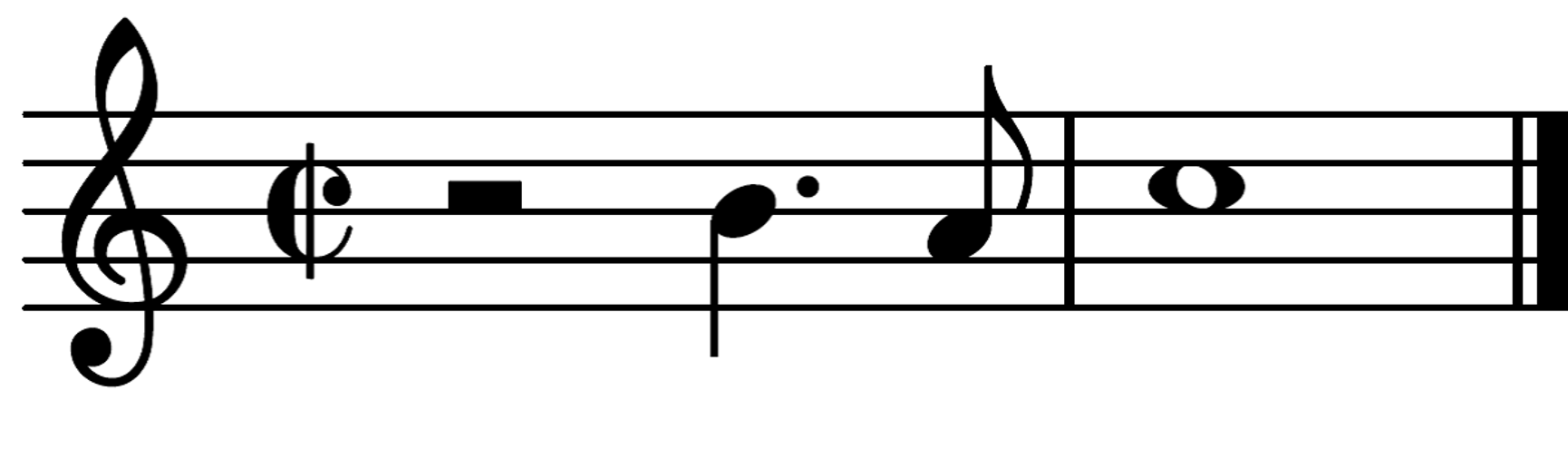
Exemple de notation musicale moderne.

La portée est généralement constituée de cinq lignes et quatre interlignes, sur lesquels on place principalement une clef de note et des notes de musique.
D'autres systèmes de notation utilisent un nombre de lignes différent :
- le chant grégorien est historiquement noté sur des portées à quatre lignes (voir Neume) ;
- les parties des instruments à hauteur unique ou indéterminée (tambours, cymbales, castagnettes, triangles, etc.) sont souvent écrites sur une ligne unique, puisque seul leur rythme est pris en compte.

### Les tablatures
Les tablatures constituent un système de notation spécifique à un instrument donné (instruments à clavier, à cordes, accordéon, etc.) par représentation graphique de la position des doigts (main gauche pour les instruments à cordes) par opposition à la notation de solfège qui indique la hauteur du son indépendamment de l'instrument. Les formes de tablatures ont varié suivant les lieux, les époques et les instruments.
Ce système de notation a été abandonné au cours du XVIIe siècle pour les instruments à clavier mais a perduré jusqu'à la deuxième moitié du XVIIIe siècle pour le luth, le théorbe et la guitare. Des tablatures pour clavier, à l'instar du Klavarskribo, ont vu le jour mais restent méconnues.
La notation par tablature a également été remplacée par la notation en solfège pour la guitare à la fin XVIIIe siècle avant sa réapparition au XXe siècle dans le jazz, le rock, les musiques actuelles et les musiques folkloriques.

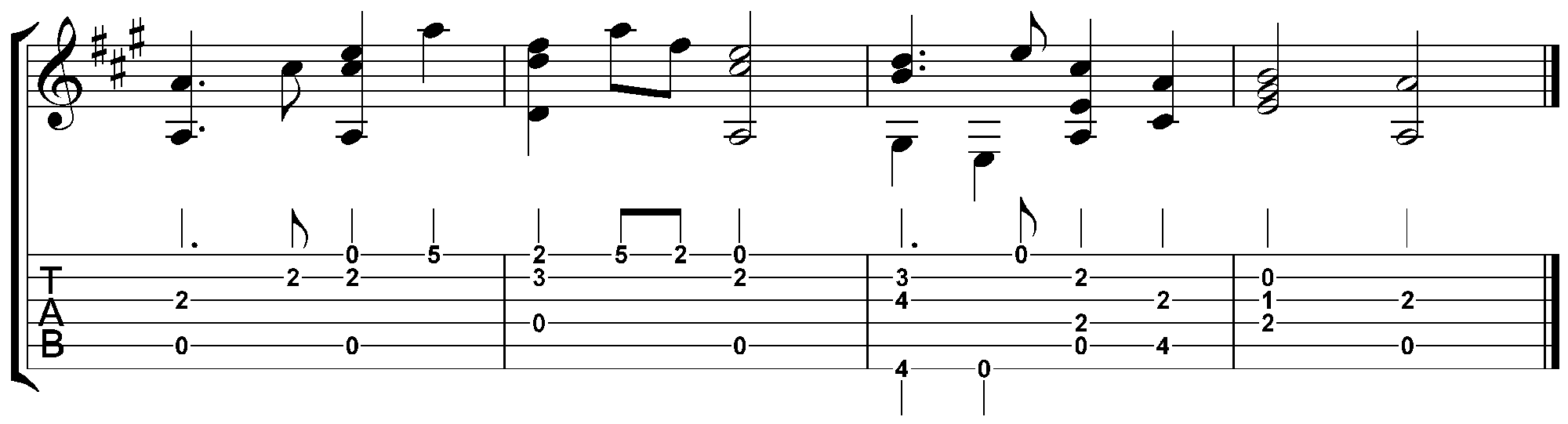
Exemple de tablature pour guitare : les premières mesures de la chanson allemande Alle Voeglein sind schon da.

### Grilles et diagrammes d'accords

#### Grilles d'accords chiffrés
Ce système de notation se présente sous la forme d'une grille se lisant de gauche à droite, de haut en bas, où chaque case représente une mesure pouvant contenir un ou plusieurs accords chiffrés. Il donne des indications d'harmonie mais laisse à l'interprète une totale liberté rythmique et mélodique. C'est une des raisons pour lesquelles ce système est beaucoup utilisé en jazz, il donne aux musiciens la possibilité d'improviser. La notation dualo, dans le même esprit permet un chiffrage de gamme.
Illustration avec la grille du chant La Madelon :

Chaque cellule correspond à une mesure de 4 temps. Quand il y a deux accords dans une mesure séparés par une barre oblique, cela signifie que le 1er accord est joué sur les deux premiers temps, et le 2e accord sur les deux derniers temps.
Dans cet exemple, les accords sont désignés par leur nom anglo-saxon. Les accords majeurs sont en majuscule, les accords mineurs sont en minuscule.

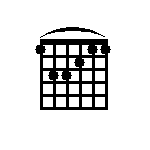
Accord de fa pour une guitare en accordage standard

#### Diagrammes d'accords
Les diagrammes d'accords sont principalement utilisés par les guitaristes, ils représentent une partie du manche de la guitare dans le sens vertical avec les six cordes (la plus grave est à gauche) et trois ou quatre frettes. Ils permettent à l'interprète de visualiser la position adéquate pour jouer l'accord.

### NotationSacred Harp

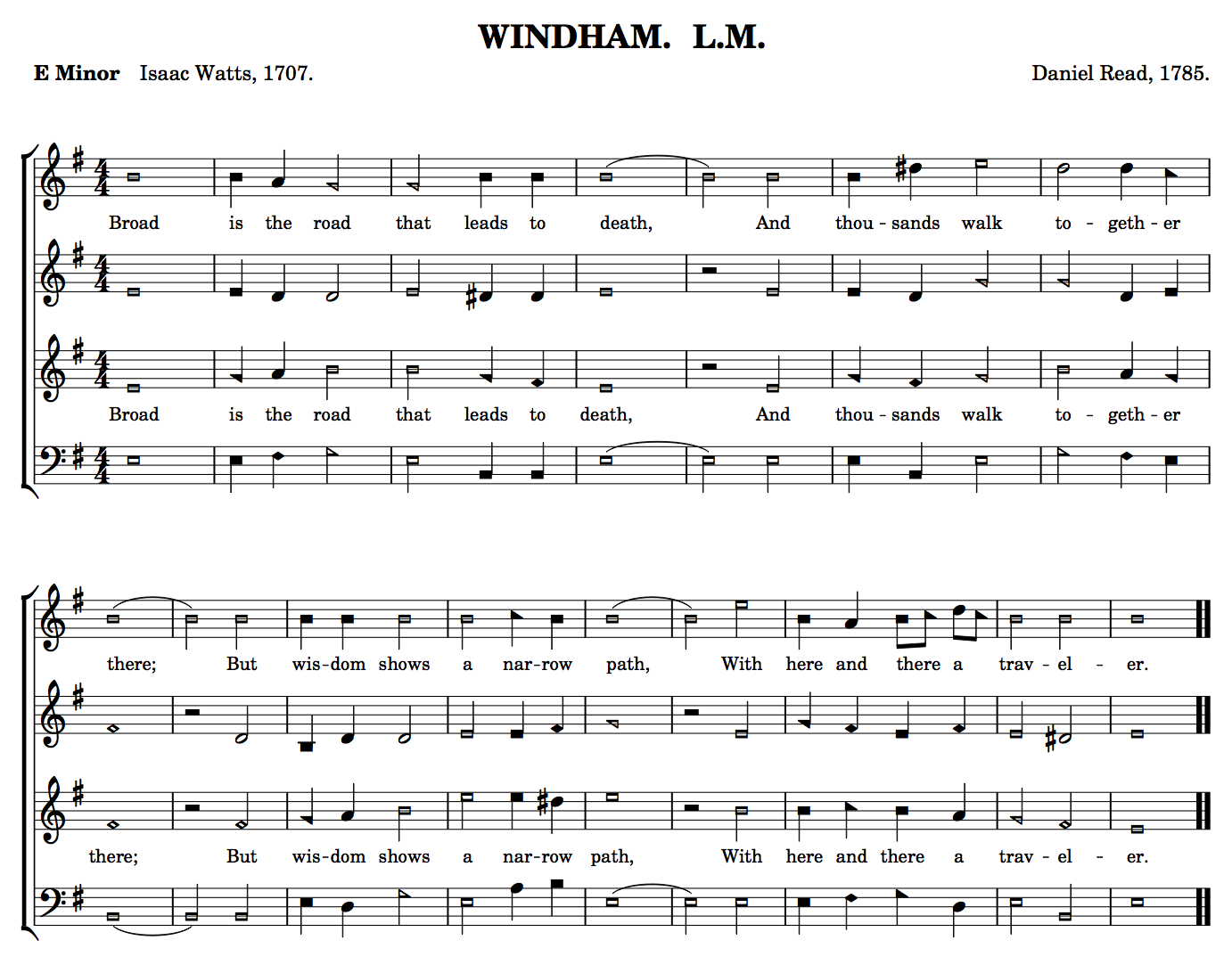
Windham (38b) partition tirée du Sacred Harp, avec la notation à quatre shape notes et le format traditionnel rectangulaire allongé.

Le Sacred Harp est une tradition de musique chorale sacrée qui prend sa source dans le Sud des États-Unis au XIXe s. La musique s'écrit sur des portées à cinq lignes, mais les notes sont écrites en utilisant des formes géométriques spécifiques (les shape notes) qui aident le lecteur à identifier leur place dans la gamme.